# Koumpiodontosuchus
Koumpiodontosuchus — вимерлий рід неозухійських крокодилоподібних, що жили в ранній крейді. Єдиний вид — K. aprosdokiti, названий у 2015 році.

## Відкриття
Перший скам'янілий фрагмент черепа був виявлений Діаною Тревартен на пляжі біля Сандауна на острові Уайт у березні 2011 року. Через три місяці другий фрагмент черепа знайшли Остін і Фінлі Натан. Два фрагменти були передані на острів динозаврів.
Коли уламки вперше побачив Стів Світмен, палеонтолог з Університету Портсмута, він подумав, що вони належать до виду Bernissartia fagesii через його невеликий розмір і зуби у формі кнопок. Світман опублікував статтю про відкриття нового виду в Acta Palaeontologica Polonica, який був названий і описаний у 2015 році.